# Asuaju de Jos, Maramureș
Asuaju de Jos este un sat în comuna Asuaju de Sus din județul Maramureș, Transilvania, România.

## Istoric
Prima atestare documentară: 1391 (possessiones olachales duo Azzywag). 

## Etimologie
Etimologia numelui localității: probabil din magh. aszo „uscat, sec” + -agy „albie de râu” (deci Râul Sec, adică Valea Seacă) + de + Jos. 

## Demografie
La recensământul din 2011, populația era de 398 locuitori. 

## Note

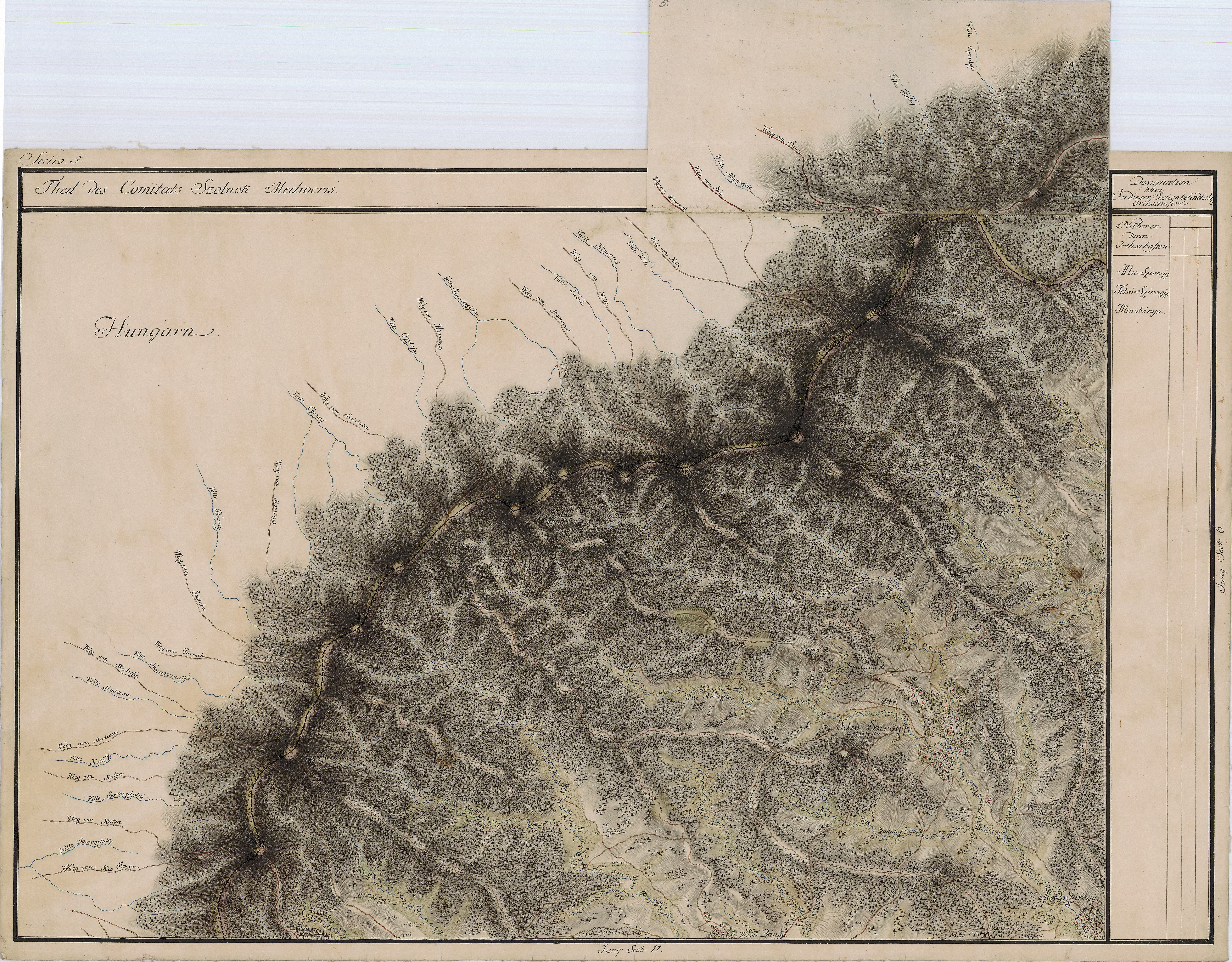
Asuaju de Jos în Harta Iosefină a Transilvaniei